# Norrlandskusten
Norrlandskusten är den svenska Östersjökusten mellan Haparanda och Gävle, det vill säga vid Bottenhavet och Bottenviken.
Längs Norrlandskusten bor större delen av Norrlands befolkning. Till städerna längs kusten hör Haparanda, Luleå, Piteå, Skellefteå, Umeå, Örnsköldsvik, Kramfors, Härnösand, Sundsvall, Hudiksvall, Söderhamn och Gävle. Längs kusten löper europavägen E4 samt järnvägarna Ostkustbanan, Ådalsbanan, Botniabanan och Haparandabanan.

## Kommuner längs Norrlandskusten

### Norrbottens län
- Haparanda kommun
- Kalix kommun
- Luleå kommun
- Piteå kommun

### Västerbottens län
- Skellefteå kommun
- Robertsfors kommun
- Umeå kommun
- Nordmalings kommun

### Västernorrlands län
- Örnsköldsviks kommun
- Kramfors kommun
- Härnösands kommun
- Timrå kommun
- Sundsvalls kommun

### Gävleborgs län
- Nordanstigs kommun
- Hudiksvalls kommun
- Söderhamns kommun
- Gävle kommun